# Горній Долич
Горній Долич (словен. Gornji Dolič) — поселення в общині Мислиня, Регіон Корошка, Словенія. Висота над рівнем моря: 537,1 м.